# Giovanni Martino Spanzotti
Giovanni Martino Spanzotti, auch Gian Martino Spanzotti, (* um  1456  in Casale Monferrato; um 1528 in Chivasso bei Turin) war ein italienischer Maler.

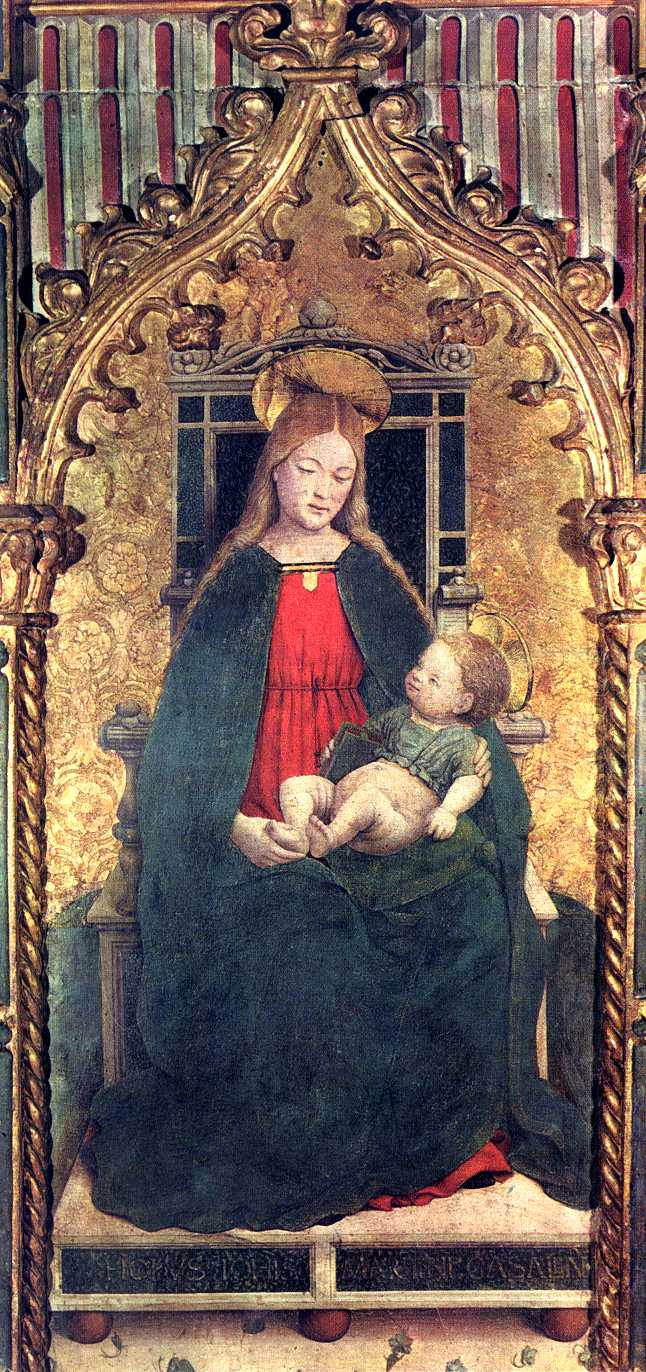
Madonna mit Kind, um 1480, Gallerie Sabauda, Turin

Er ist urkundlich zwischen 1480 und 1526 nachweisbar. Sein Vater Pietro war Maler (die Familie stammte aus Varese) und wahrscheinlich lernte er anfangs bei diesem. Sein Bruder Francesco war auch Maler.
Zu seinen Schülern gehörten Il Sodoma und Defendente Ferrari. Er war dem lombardischen Stil vor Leonardo da Vinci verbunden und außerdem nordischen Einflüssen, die er wohl in Mailand kennenlernte. In seinen ersten Werken (Madonna mit Kind, Museo Civico Turin) zeigen sich Einflüsse von Francesco del Cossa, bei dem er möglicherweise lernte. Einen Großteil seiner Ausbildung erfuhr er aber wahrscheinlich in Mailand (in einem Dokument von 1480 in Casale wird er als Mailänder Maler bezeichnet). Weitere Einflüsse waren Vincenzo Foppa und Zanetto Bugatto.
In einem Dokument von 1481 wird er Magister genannt, so dass er damals schon ein gewisses Ansehen gehabt haben muss. 1498 bis 1502 ist er in Casale, danach in Chivasso und ab 1513 in Turin am Hof der Herzöge von Savoyen.
Eines seiner Hauptwerke sind die Fresken mit Motiven aus dem Leben Christi in der San Bernardino in Ivrea.

## Galerie

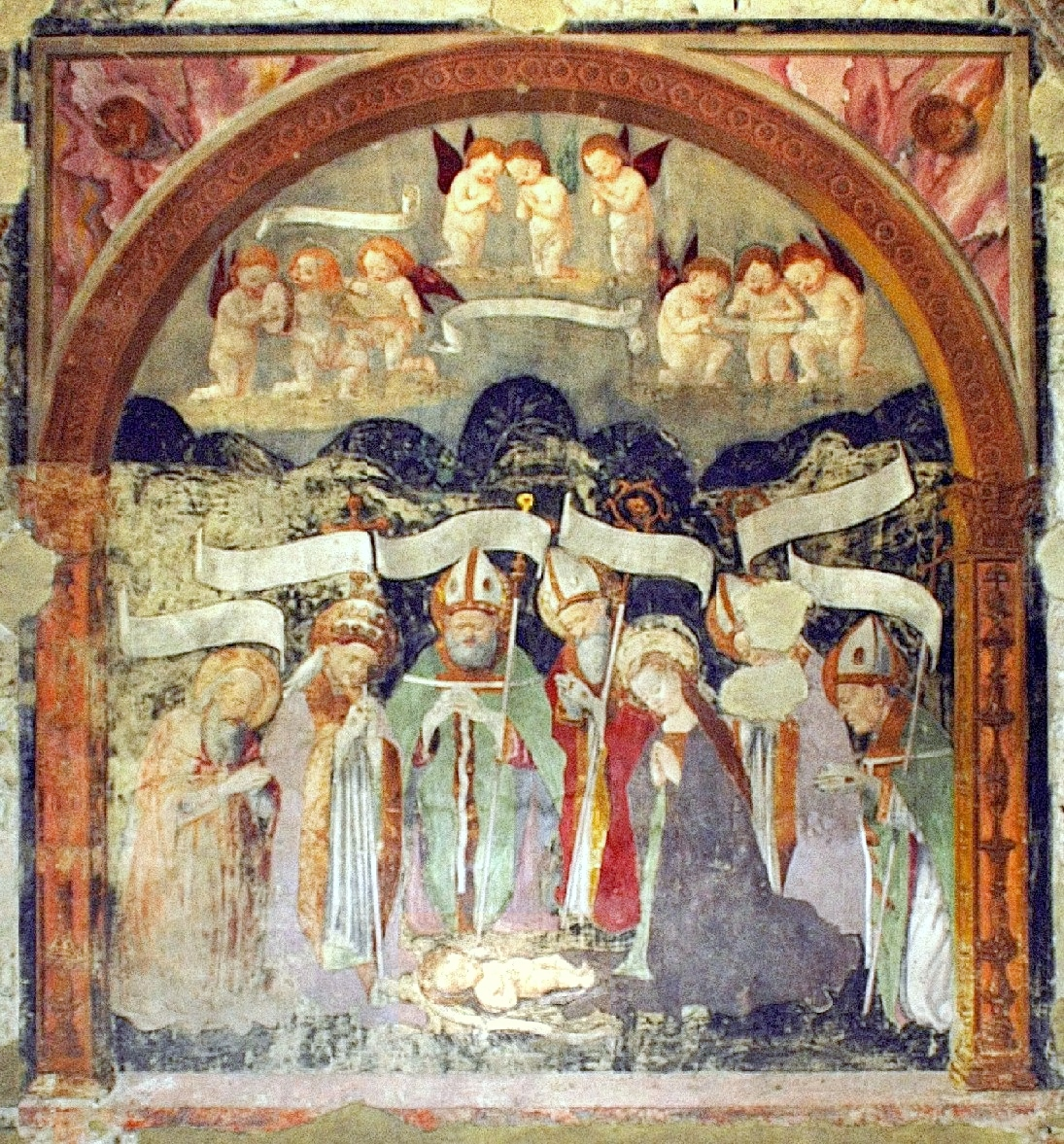
Anbetung des Kindes, Fresko, um 1480, Rivarolo Canalese
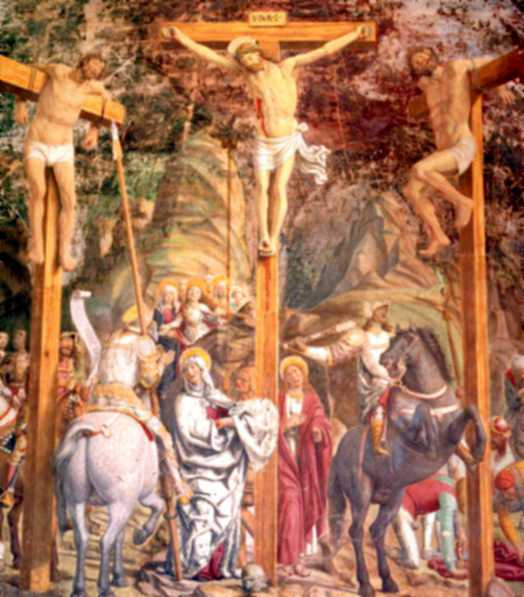
Kreuzigung, Fresko, 1486–1491, San Bernardino, Ivrea
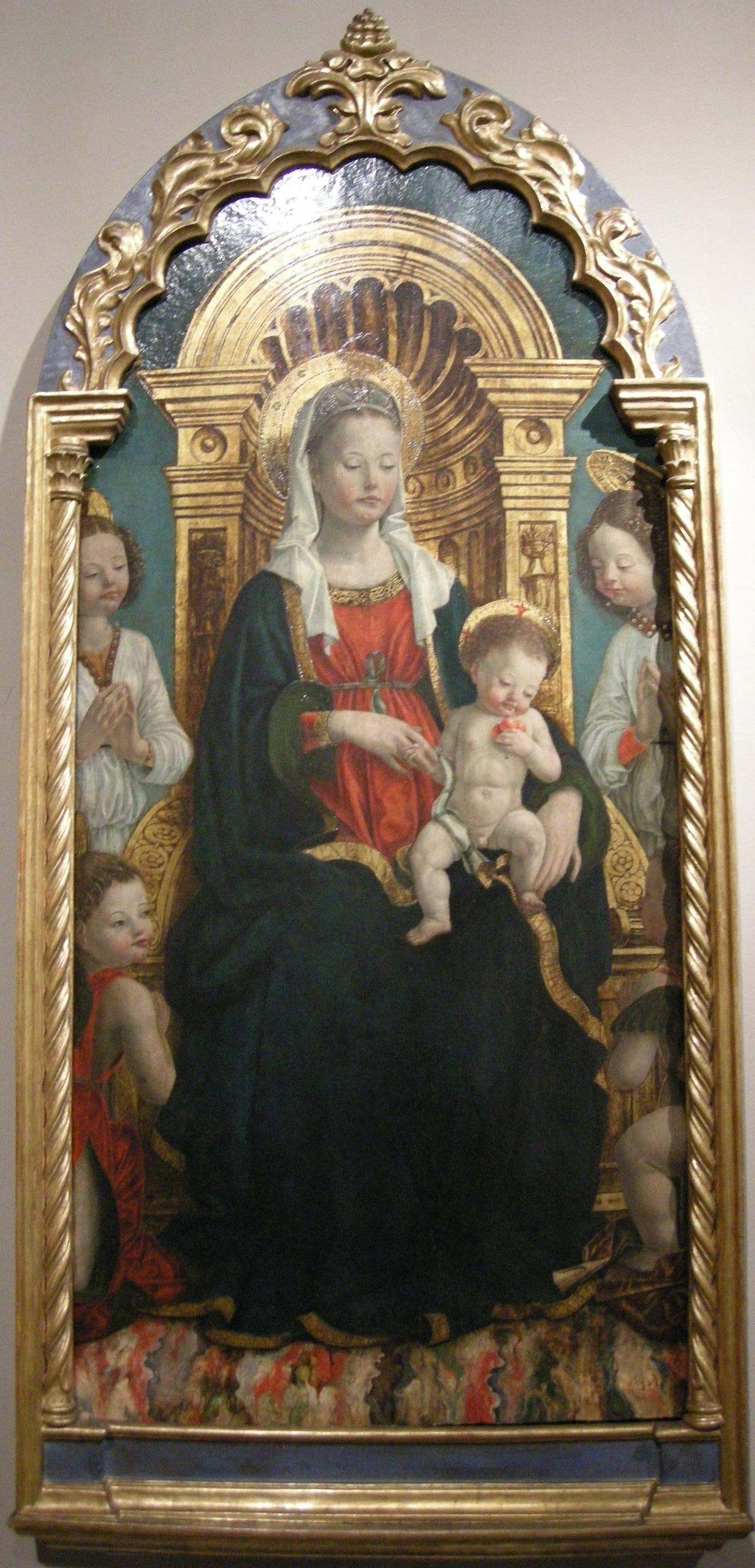
Madonna mit Kind, Museo Civico, Turin
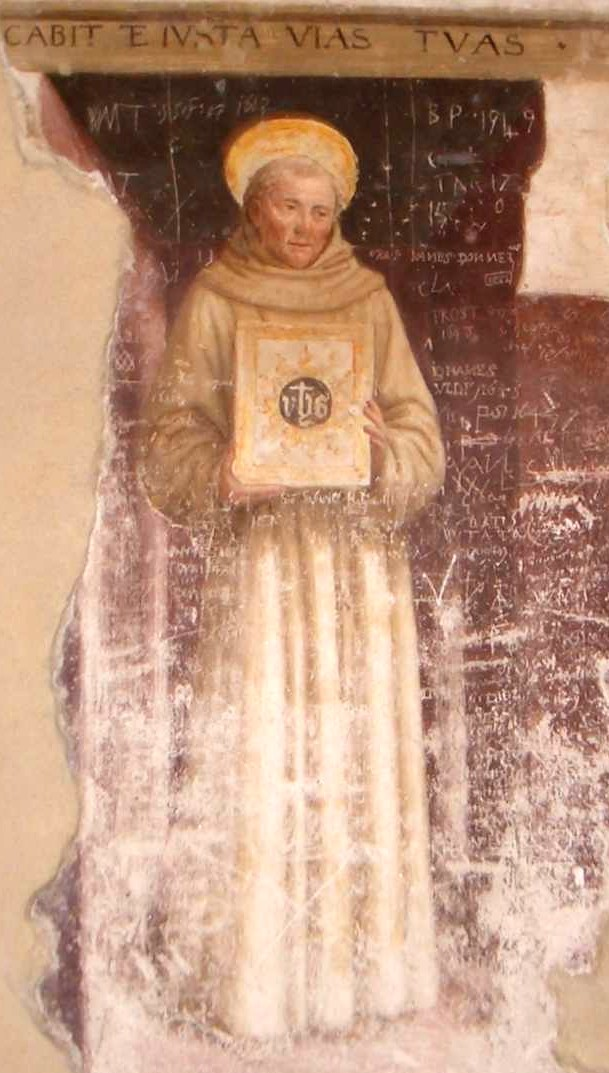
Bernhardin von Siena, Fresko, San Bernardino, Ivrea
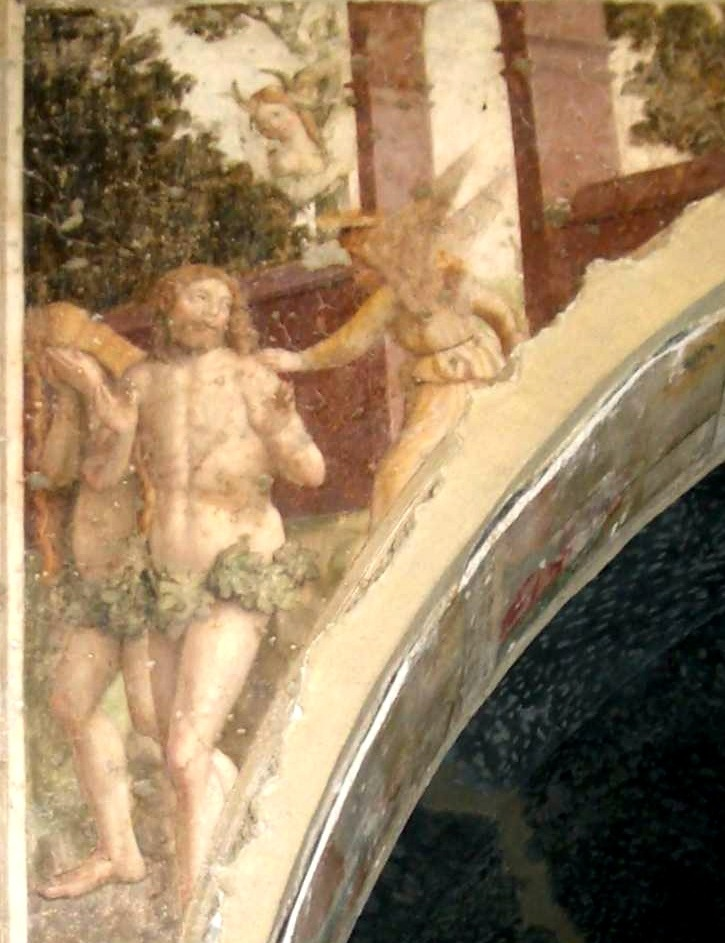
Verstossung von Adam und Eva aus dem Paradies, Fresko, San Bernardino, Ivrea